# Chūnibyō
Chūnibyō (中二病?), abbreviato chūni, è un termine gergale giapponese traducibile approssimativamente con "Sindrome del secondo anno di scuola media" (equivalente per età, alla terza media italiana). Le persone affette da chūnibyō si comportano come adulti saccenti e guardano dall'alto in basso quelli veri nonché i propri coetanei, oppure credono di avere abilità speciali a differenza degli altri non distinguendo sempre bene la realtà.
Questa è considerata una fase comune della crescita e per la maggior parte delle persone accade in preadolescenza. Tuttavia, il problema è la presenza di questo comportamento anche in alcuni adulti, che continuano a comportarsi così, con l'atteggiamento tipico di alcuni adolescenti solitamente maschi, che si mostrano cinici ed egocentrici, con manie di onnipotenza, ostentando di apparire "fighi" e allo stesso tempo con la paura di essere trattati come bambini.
Il termine è usato nello slang giapponese ed è frequente nel linguaggio di anime, manga, visual novel e prodotti affini della cultura giapponese otaku.

## Tipologie
Ci sono 3 tipi principali di persone Chūnibyō. Il tratto comune è che queste tendenze sono sempre motivate dall'idea di apparire più interessanti, "cool" o di tendenza.
- Il tipo DQN (dokyun) finge di essere antisociale anche se non lo è o non può esserlo e ha storie inventate riguardo al comportamento antisociale.
- Il tipo Subcultura preferisce le subculture o le tendenze minori solo per essere diverso e interessante.
- Il tipo Malocchio ammira i poteri mistici e/o finge di averne uno proprio, al punto da crearsi uno pseudonimo.

## Influenza nei media
Due personaggi immaginari che ben rappresentano l'habitus caratteriale del chūnibyō sono Rintarō Okabe, protagonista di Steins;Gate (2009), e Rikka Takanashi, coprotagonista con Yūta Togashi (un chūnibyō "pentito") di Chūnibyō demo koi ga shitai! (2011). Sia Rintarō sia Rikka adottano coscientemente un comportamento da chūnibyō per aiutare se stessi e le persone a loro care a superare degli shock psicologici – come un lutto o una grave perdita – avvenuti nella vita reale. Il chūnibyō, infatti, sospendendo il senso di incredulità e tornando ad essere come un bambino, crea per sé e i propri amici una sorta di corazza emotiva.